# Boston Scientific
La Boston Scientific Corporation (BSC) è una multinazionale statunitense con sede a Natick, Massachusetts, che si occupa dello sviluppo, della produzione e della vendita di apparecchi biomedici. I prodotti includono diversi ambiti della medicina tra cui la cardiologia (pacemaker, defibrillatori impiantabili) la neuromodulazione, l'elettrofisiologia, l'endoscopia, l'oncologia, l'urologia e la ginecologia.
Boston Scientific è diventata famosa per lo sviluppo dello stent denominato Taxus, che fu il primo stent dotato di dispensatore di farmaci incorporato e quindi in grado di rilasciare la cura esattamente nel luogo dove necessaria. Questo prodotto fu al centro di un processo giudiziario per violazione di brevetto e la società fu condannata al risarcimento di 431 milioni di dollari. Con l'acquisizione completa di Cameron Health nel giugno 2012, l'azienda  è diventata famosa anche per l'offerta di un defibrillatore cardioverter impiantabile (ICD) minimamente invasivo chiamato defibrillatore impiantabile sottocutaneo EMBLEM (S-ICD).
La società è quotata alla Borsa di New York nel S&P 500.

## Storia
Boston Scientific è stata fondata il 29 giugno 1979, a Watertown, Massachusetts, come holding della società di prodotti medici Medi-Tech, Inc., e per posizionare l'azienda per la crescita nella medicina interventistica. Medi-Tech nasce da un'idea di Itzhak Bentov, un emigrato di origine ceca prima in Israele e poi negli Stati Uniti, che lavorava presso il think tank Arthur D. Little a Cambridge, Massachusetts, e gestiva una società di ricerca a contratto dalla sua casa in affitto a Belmont, nel Massachusetts; l'impresa fu fondata nel 1965 con un amico d'affari, Dan Singer. Nel 1967 i radiologi del Beth Israel Hospital di Boston gli chiesero di progettare un catetere orientabile e controllato a distanza, cosa che fu fatta. Nel 1969 John Abele si unì alla piccola azienda con un'opzione di acquisto esercitata un anno più tardi con Cooper Labs come socio in affari; l'attività fu così spostata – dal laboratorio di Bentov nel seminterrato della canonica di una chiesa cattolica a Belmont – a Watertown. Dopo un decennio di crescita costante, Abele incontrò per caso Peter Nicholas nel loro quartiere di Concord, nel Massachusetts. La loro collaborazione dipendeva dall'obiettivo di Nicholas di creare imprese commerciali e dalla predilezione di Abele per la visione e il potenziale della strumentazione chirurgica non invasiva; riunirono sostenitori nella comunità bancaria di Boston per rilevare gli interessi di Cooper Labs e formare la nuova società. Medi-Tech aveva già svolto un importante lavoro pionieristico nel campo della medicina interventistica e nel 1978 presentò un palloncino per angioplastica periferica in polietilene.
Nel 1982 un mulino ristrutturato a Watertown fu trasformato in uno stabilimento di produzione. Le acquisizioni continuarono, con Endo-Tech (Microvasive, Inc.: gastrointestinali e polmonari) nel 1981 e poi Van-Tec (urologia) nel 1988, e la presenza internazionale fu ampliata. Mansfield Scientific, Microvasive e Medi-Tech si fusero in Boston Scientific il 31 dicembre 1988.
Il 19 maggio 1992, Boston Scientific lanciò un'offerta pubblica iniziale di 23,5 milioni di azioni per quotare l'azienda alla Borsa di New York.  L'offerta iniziale ammontava al 23% delle azioni in circolazione di Boston Scientific. Il prezzo di apertura era di 17 dollari per azione. Goldman, Sachs & Co. (capofila) e PaineWebber Inc. erano i sottoscrittori e Abbott Laboratories deteneva una quota del 20% (23,5 milioni di azioni). La capitalizzazione di mercato era di circa 1,6 miliardi di dollari.
Nell'aprile 2006 Boston Scientific acquisì l'azienda americana Guidant per 27 miliardi di dollari. In seguito la Guidant è stata a sua volta divisa tra la Guidant e la Abbott Laboratories.
Nel marzo 2015, Boston Scientific ha rilevato l'attività di urologia maschile di Endo International per 1,65 miliardi di dollari e nel marzo 2017 Symetis, una società svizzera specializzata in apparecchiature mediche vascolari, per 435 milioni di dollari.. Nel novembre 2018 Boston Scientific ha acquisito BTG per 3,3 miliardi di sterline.
Nel marzo 2021, il gruppo ha acquisito Lumenis per 1,07 miliardi di dollari. Pochi mesi più tardi, nell'ottobre 2021, ha rilevato Baylis Medical, specializzata in radiotrattamenti per problemi cardiovascolari, per 1,75 miliardi di dollari.